# Número del pastel

Animación que muestra los planos de corte necesarios para dividir un pastel en 15 piezas con 4 cortes (que representa el quinto número del pastel). Catorce de las piezas tendrían una superficie externa, con un tetraedro cortado en el medio.

En matemáticas, el número del pastel, indicado por Cn, es el número máximo de regiones en las que un cubo tridimensional puede ser dividido por exactamente n planos. El número del pastel se llama así porque se puede imaginar cada división del cubo generada por un plano, como una rebanada hecha por un cuchillo a través de un pastel en forma de cubo.
Los valores de Cn para aumentar n ≥ 0 vienen dados por 1, 2, 4, 8, 15, 26, 42, 64, 93, …(sucesión A000125 en OEIS)
Los números del pastel son el análogo tridimensional de la secuencia del cortador perezoso bidimensional; la diferencia entre los números de pastel sucesivos también produce la secuencia del cortador perezoso.

## Fórmula general
Si n! denota el factorial, y se denominan los coeficientes binomiales como:
{\displaystyle {n \choose k}={\frac {n!}{k!\,(n-k)!}},}
y se supone que hay n planos disponibles para dividir el cubo, entonces el número es:
{\displaystyle C_{n}={n \choose 3}+{n \choose 2}+{n \choose 1}+{n \choose 0}={\frac {1}{6}}(n^{3}+5n+6).}